# Barry Seal (Politiker)

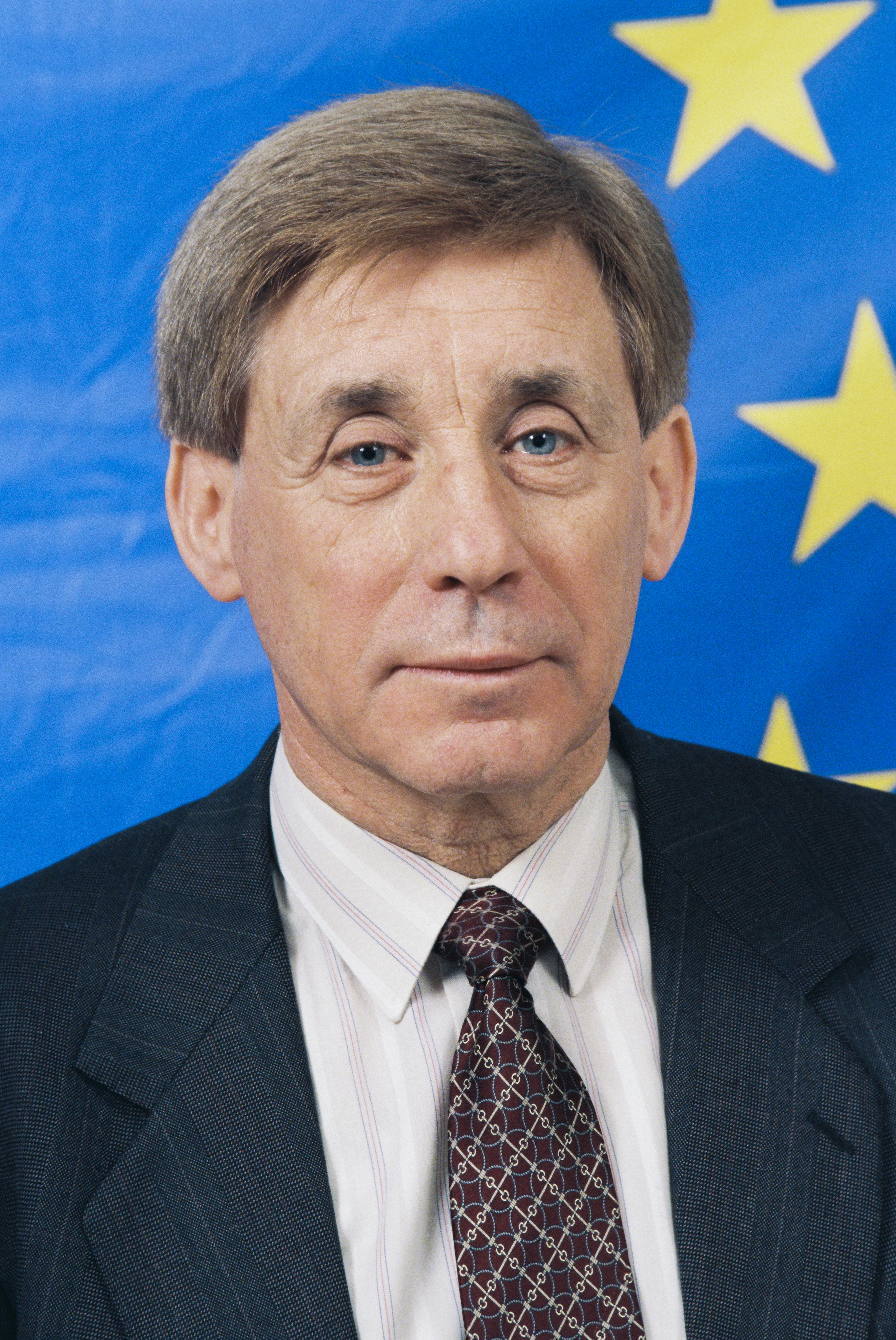
Barry Seal, 1989

Barry Seal (* 28. Oktober 1937 in Halifax) ist ein britischer Politiker der Labour Party.

## Leben
Seal ist Mitglied der Labour Party. Von 1979 bis 1999 war er für West Yorkshire Abgeordneter im Europäischen Parlament. Ein Wiedereinzug in das Europäische Parlament im Jahre 1999 scheiterte.